# Giuseppe Cederna

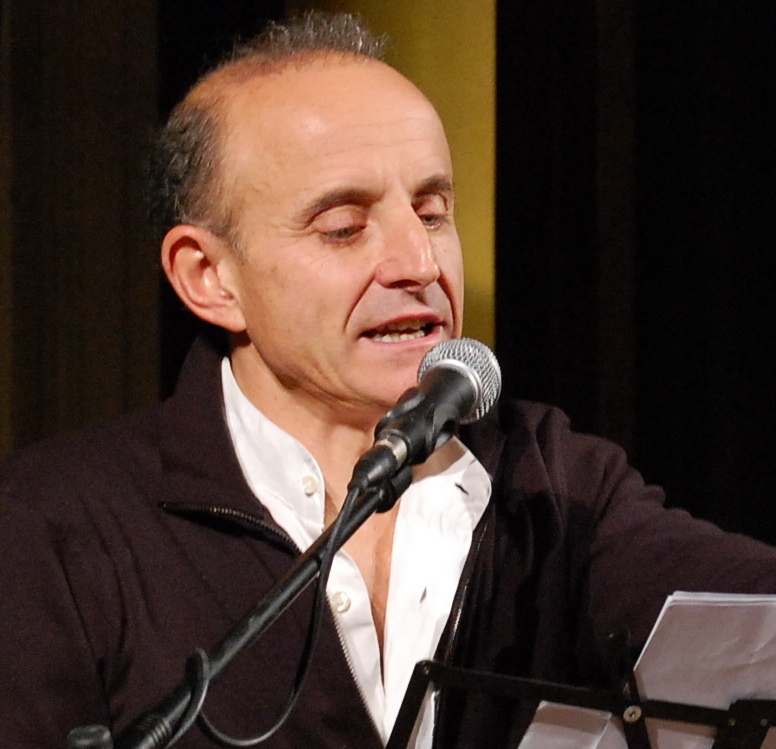
Giuseppe Cederna (2014)

Giuseppe Cederna (* 25. Mai 1957 in Rom) ist ein italienischer Schauspieler und Schriftsteller.

## Leben
Cederna ist der Sohn des Politikers Antonio Cederna und Neffe der Autorin Giuseppina Cederna. 1981 debütierte er in Keine Zeit für Wunder auf der Leinwand und wechselte in den Folgejahren zwischen Kinorollen und Bühnenauftritten hin und her. Im Theater konnte er dabei in Stücken wie Duri di cuore deboli di nervi, The Fever von Wallace Shawn oder Tschechows Der Kirschgarten in der Regie von Gabriele Lavia Erfolge feiern. Seine Leinwandkarriere ist gekennzeichnet durch ebenso zahlreiche ambitionierte, aber selten finanziell erfolgreiche Werke junger Regisseure wie Engagements bei kassenträchtigen Filmen etablierter Spielleiter wie Mario Monicelli oder Carlo Lizzani.
Der melancholisch wirkende, zurückhaltend bis ängstlich erscheinende Cederna, der in seinen Interpretationen allerdings auch bösartig und brutal werden konnte, spielte unter Gabriele Salvatores mehrere bedeutende Rollen wie in dem oscarprämierten Mediterraneo. Große Bekanntheit erreichte er auch durch einen 1983 gedrehten Werbespot für eine Keksmarke. Nachdem er in den 1990er Jahren seine Kino-Engagements heruntergefahren hatte und sich neben der Schriftstellerei auch dem Alpinismus widmete, ist in späteren Jahren bei seinem Kinoschaffen Aspettando il sole (seine Darstellung in diesem Werk wurde bepreist) und das erfolgreiche Film-Doppel Maschi contro femmine und Femmine contro maschi aus dem Jahr 2010 von Fausto Brizzi hervorzuheben.
Sein literarisches Schaffen trägt Cederna auf Lesereisen mit Musikbegleitung vor; daneben ist er auch als Interpret fremder Texte gefragt. Auch Arbeiten für das Radio und im Dokumentarfilmbereich finden sich in seiner Werkliste. 2015 nahm er an Aufführungen von L'ultimo estate dell'Europa teil, in dem er und Augusto Golin Texte von Soldaten, Schriftstellern und Literaten aus und zum Ersten Weltkrieg verarbeiteten.

## Filmografie (Auswahl)
- 1982: Keine Zeit für Wunder (Cercasi Gesù)
- 1983: Ein Sommernachtstraum (Sogno di una notte d’estate)
- 1984: Der Riß durch die Welt. Anton Reiser (HR, Peter Laemmle)
- 1985: Julia im Oktober (Giulia in ottobre)
- 1989: Geheimauftrag Erdbeer Vanille (Vanille fraise)
- 1989: Marrakech Express
- 1991: Italien–Deutschland 4:3 (Italia–Germania 4 a 3)
- 1991: Mediterraneo
- 1992: Killer Imperium (Gangsters)
- 1995: Alles Schwindel (Bidoni)
- 1996: Rosanna’s letzter Wille (Roseanna’s Grave)
- 1999: Falcone – Im Fadenkreuz der Mafia (Excellent Cadavers, Fernsehfilm)
- 2002: El Alamein 1942 – Die Hölle des Wüstenkrieges (El Alamein – La linea del fuoco)
- 2008: Der erste Tag im Winter (Il primo giorno d'inverno)
- 2009: Mal was anderes? (Diverso da chi?)
- 2009: Nine
- 2010: Kusswechsel – Kein Vorspiel ohne Nachspiel (Femmine contro maschi)
- 2010: Kusswechsel 2 – Gegensätze ziehen sich aus (Maschi contro femmine)
- 2015: 1992 – Die Zukunft ist noch nicht geschrieben (1992 – Il futuro non è ancora stato scritto) (Fernsehserie)